# Triphon Verstraeten
Triphon Verstraeten (Zingem, 14 januari 1920 – Oudenaarde, 4 oktober 1946) was een Belgisch wielrenner. Hij was beroepsrenner van 1944 tot 1946.
Deze Zingemnaar was eerder een renner die niet een grote natuurlijke lichaamskracht uitstraalde, maar desalniettemin beschikte over een ijzeren wilskracht. Triphon leefde voor zijn sport. Hij was een echte asceet.
De ontwikkeling van zijn wielercarrière werd echter gedwarsboomd door de Tweede Wereldoorlog.
Nadat hij eerder bij de beroepsrenners B de tweede plaats behaalde in de Ronde van België in dezelfde tijd als de overwinnaar, kwam zijn loopbaan pas echt op gang in 1945. Dat jaar behaalde hij heel wat ereplaatsen (2de in Welden, 3de in Adegem en Eksaarde) met als uitschieter een 8ste plaats in Gent-Gent.
1946 was zijn beste jaar. Hij behaalde een overwinning in Borsbeke en eindigde in 36 koersen bij de eerste zes. Hij werd 14de in Gent-Wevelgem. De grote uitschieter dat jaar was echter zijn derde plaats in Luik-Bastenaken-Luik.
Het noodlot sloeg toe in een koers te Asper waar Triphon zwaar ten val kwam en enkele dagen later te Oudenaarde overleed aan zijn verwondingen.
Zingem was geschokt. Zijn begrafenis werd bijgewoond door duizenden wielerliefhebbers en door honderden wielrenners, onder wie Gino Bartali, die dat jaar de absolute nummer één was op de wereldranglijst. Zo'n afscheid had men in het landelijke Zingem nog nooit meegemaakt.
Triphon was op het moment van zijn overlijden 73-ste op de wereldranglijst.

## Resultaten in voornaamste wedstrijden
| Jaar | Gent-Wevelgem | Luik-Bast.‑Luik | Omloop Het Volk |
| ---- | ------------- | --------------- | --------------- |
| 1945 |               |                 | 8e              |
| 1946 | 14e           | Brons           | 9e              |